# Neleucania suavis
Neleucania suavis är en fjärilsart som beskrevs av Barnes och Mcdunnough 1912. Neleucania suavis ingår i släktet Neleucania och familjen nattflyn. Inga underarter finns listade i Catalogue of Life.